# Ґнати-Левіскі
Ґнати-Левіскі (пол. Gnaty-Lewiski) — село в Польщі, у гміні Вінниця Пултуського повіту Мазовецького воєводства.
Населення — 99 осіб (2011).
У 1975-1998 роках село належало до Цехановського воєводства.

## Демографія
Демографічна структура станом на 31 березня 2011 року:
|          | Загалом | Допрацездатний вік | Працездатний вік | Постпрацездатний вік |
| -------- | ------- | ------------------ | ---------------- | -------------------- |
| Чоловіки | 49      | 14                 | 29               | 6                    |
| Жінки    | 50      | 11                 | 28               | 11                   |
| Разом    | 99      | 25                 | 57               | 17                   |